# Hundens parvovirus
Hundens parvovirus typ 2 (CPV2, vardagligt parvo eller hundpest) är ett virus som huvudsakligen angriper hundar. Virussjukdomen är väldigt smittsam och sprids från hund till hund genom direkt eller indirekt kontakt med avföring. Valpar är särskilt känsliga mot smitta om de inte skyddas genom maternella antikroppar eller vaccination. Smitta kan yttra sig genom kraftiga kräkningar och dysenteri, eller lung- och hjärtsvikt hos unga valpar. Dödligheten hos obehandlade fall är cirka 91%.
Vaccinering används i stor utsträckning för att motverka smittspridning och sjukdom. Vaccination mot parvovirus ska ske med samma intervall som för valpsjuka. Dock ges ibland en första spruta vid 7-8 veckors ålder, men man ser en övergång mot att den första parvovaccinationen ges i samband med den första valpsjukevaccinationen vid 12 veckors ålder.

## Historia
Parvoviruset CPV2 är en relativt ny sjukdom som först påvisades i slutet av 1970-talet. Viruset erkändes 1978 och spreds sedan under de kommande två åren. Viruset liknar till stor del Feline panleukopenia (även det ett parvovirus); de är till 98% identiska och de skiljer endast på två aminosyror i kapsidproteinet VP2. Viruset är också väldigt likt minkenteritis och rävens och tvättbjörnens parvovirus.